# Ципзер, Пауль
Пауль Ципзер (нем. Paul Victor Louis Zipser; 18 февраля 1994, Гейдельберг, Германия) — немецкий профессиональный баскетболист. Выступает за баскетбольный клуб «Гейдельберг».

## Клубная карьера

### Германия (2010–2016)
Ципзер начал карьеру в клубе своего города Гейдельберг в 2010. В 2011-12, он набирал в среднем 7.9 очков, 3 подбора, 1.2 передач за игру. Сыграл только 2 игры в 2012–13 из-за травмы. 18 января 2013, перешел в Баварию.
21 апреля 2015, Ципзер выставил себя на драфт НБА 2015, но потом отказался.
In 2015–16, Ципзер сыграл 40 игр за Баварию, в среднем играл 18.5 минут, набирал 7.1 очков, 3.6 подбора и 1.4 передач. Был признан лучшим молодым игроком Бундеслиги в том сезоне.
В июне 2016, Ципзер поехал на Adidas Eurocamp, в Тревизо ради драфта НБА. Он был выбран MVP на Eurocamp 2016.

### Чикаго Буллз (2016–2018)
23 июня 2016, Ципзер был выбран «Чикаго Буллз» под 48 пиком на Драфте НБА 2016. 15 июля, «Буллз» его подписали. 12 января 2017, только спустя 11 игр, Ципзер впервые появился в стартовой пятерке в матче против «Нью-Йорк Никс», но проиграл 104–89; набрав в матче свой лучший показатель - 7 очков. 22 марта, он набрал 15 очков в победном матче (117–95) против «Детройт Пистонс». 12 апреля Ципзер установил новый рекорд, набрав 21 очко в победном матче (112–73) против «Бруклин Нетс». В дебютном сезоне, Ципзер также играл за фарм-клуб «Чикаго Буллз» «Винди-Сити Буллз», в D-League.
В сезоне 2017–18, он получал мало игровых минут, поскольку руководство команды рассчитывала на талантливую молодежь и снова отправили в G-League к «Винди-Сити Буллз». 18 мая 2018, Ципзеру сделали операцию на сломанной левой ноге. 14 июля расторг контракт с «Буллз».
Был близок к подписанию контракта с «Бруклин Нетс», но в 17 января 2019 года, Ципзер перешел в испанский клуб «Сан-Пабло Бургос».

## Карьера в сборной
Ципзер вызывал в юношеские сборные Германии по баскетболу и играл на многих турнирах.
30 июля 2015, Ципзер совершил дебют за взрослую сборную Германии против сборной Австрии. Во время Евробаскета 2015, он набирал 5.2 очков, 5.2 подбора и 1.8 передач за игру.

## Достижения
- Чемпион Германии: 2013/2014

## Статистика

### Статистика в НБА
| Сезон                                                                                    | Команда | Регулярный сезон | Регулярный сезон | Регулярный сезон | Регулярный сезон | Регулярный сезон | Регулярный сезон | Регулярный сезон | Регулярный сезон | Регулярный сезон | Регулярный сезон | Регулярный сезон | Серия плей-офф | Серия плей-офф | Серия плей-офф | Серия плей-офф | Серия плей-офф | Серия плей-офф | Серия плей-офф | Серия плей-офф | Серия плей-офф | Серия плей-офф | Серия плей-офф |
| Сезон                                                                                    | Команда | GP               | GS               | MPG              | FG%              | 3P%              | FT%              | RPG              | APG              | SPG              | BPG              | PPG              | GP             | GS             | MPG            | FG%            | 3P%            | FT%            | RPG            | APG            | SPG            | BPG            | PPG            |
| ---------------------------------------------------------------------------------------- | ------- | ---------------- | ---------------- | ---------------- | ---------------- | ---------------- | ---------------- | ---------------- | ---------------- | ---------------- | ---------------- | ---------------- | -------------- | -------------- | -------------- | -------------- | -------------- | -------------- | -------------- | -------------- | -------------- | -------------- | -------------- |
| 2016/17                                                                                  | Чикаго  | 44               | 18               | 19,2             | 39,8             | 33,3             | 77,5             | 2,8              | 0,8              | 0,3              | 0,4              | 5,5              | 6              | 0              | 22,7           | 45,5           | 37,5           | 100,0          | 3,5            | 0,5            | 0,2            | 0,2            | 7,3            |
| 2017/18                                                                                  | Чикаго  | 54               | 12               | 15,3             | 34,6             | 33,6             | 76,0             | 2,4              | 0,9              | 0,4              | 0,3              | 4,0              | Не участвовал  | Не участвовал  | Не участвовал  | Не участвовал  | Не участвовал  | Не участвовал  | Не участвовал  | Не участвовал  | Не участвовал  | Не участвовал  | Не участвовал  |
|                                                                                          | Всего   | 98               | 30               | 17,0             | 37,1             | 33,5             | 76,9             | 2,6              | 0,8              | 0,4              | 0,3              | 4,7              | 6              | 0              | 22,7           | 45,5           | 37,5           | 100,0          | 3,5            | 0,5            | 0,2            | 0,2            | 7,3            |
| Наведите курсор мыши на аббревиатуры в заголовке таблицы, чтобы прочесть их расшифровку. |         |                  |                  |                  |                  |                  |                  |                  |                  |                  |                  |                  |                |                |                |                |                |                |                |                |                |                |                |